# Índice ponderado por capitalización de mercado ASE
El Índice ponderado por capitalización de mercado ASE  es un índice bursátil de la bolsa de Amán (Amman Stock Exchange - ASE) en Jordania.  El Índice ponderado ASE es uno de los principales índices de este mercado de valores, siendo el otro el Índice de precios no ponderado ASE.
El índice no ponderado de precios ASE fue creado en 1980 y tuvo mucho éxito. La bolsa de Amán prosiguió con la creación del índice ponderado en 1992. El índice ponderado, cuyos componentes se muestran más abajo, relaciona un valor de precio de las acciones con el total de capitalización de la compañía; esto es el total de dinero que vale la empresa en el mercado. El índice de precios no ponderado calcula el valor del índice en relación solamente al valor de la acción.

## Lista del índice
Tanto el índice ponderado como el no ponderado usan la misma lista de acciones. La composición de los índices ASE es evaluada anualmente. Los 70 valores listados aquí corresponden a la versión del índice de 2007. Están categorizados por sectores económicos: banca, seguros, sector servicios e industrial. La lista sigue orden alfabético en relación con el código de mercado (tícker).

### Sector bancario
| Símbolo | Compañía                                       | Notas |
| ------- | ---------------------------------------------- | ----- |
| ABCO    | Arab Banking Corporation/Jordan                |       |
| AJIB    | Arab Jordan Investment Bank                    |       |
| ARBK    | Arab Bank                                      |       |
| BOJX    | Banco de Jordania                              |       |
| CABK    | Cairo Amman Bank                               |       |
| EXFB    | Capital Bank of Jordan                         |       |
| JIFB    | Jordan Investment and Finance Bank             |       |
| JOGB    | Jordan Commercial Bank                         |       |
| JOIB    | Jordan Islamic Bank for Finance and Investment |       |
| JOKB    | Jordan Kuwait Bank                             |       |
| JONB    | Jordan National Bank                           |       |
| THBK    | The Housing Bank for Trade and Finance         |       |
| UBSI    | Union Bank for Savings and Investment          |       |

### Sector seguros
| Símbolo | Compañía                           | Notas |
| ------- | ---------------------------------- | ----- |
| AAIN    | Al-Nisr Al-Arabi Insurance         |       |
| AIUI    | Arab Union International Insurance |       |
| ARAI    | Arab American Takaful Insurance    |       |
| ARAS    | The Arab Assurers                  |       |
| JIJC    | Jordan International Insurance     |       |
| JOIN    | Jordan Insurance                   |       |
| MEIN    | Middle East Insurance              |       |

### Sector servicios
| Símbolo | Compañía                                                              | Notas |
| ------- | --------------------------------------------------------------------- | ----- |
| AAFI    | Al-Amin for Investment                                                |       |
| ABMS    | Al-Bilad Medical Services                                             |       |
| AEIV    | Arab East Investment                                                  |       |
| AIHO    | Arab International Hotels                                             |       |
| AMAL    | Al-Amal Investment                                                    |       |
| AMWL    | Portfolio Management and Investment Services                          |       |
| ARED    | Arab Real Estate Development                                          |       |
| BAMB    | Beit El Mal Savings and Investment for Housing                        |       |
| EMAR    | Emmar Investments and Real Estate Development                         |       |
| IBFM    | International Brokerage and Financial Markets                         |       |
| ICMI    | International for Medical Investment                                  |       |
| ITSC    | Ittihad Schools                                                       |       |
| JEIH    | Jordanian Expatriate Investment Holding                               |       |
| JETT    | Jordan Express Tourism Transport                                      |       |
| JOEP    | Jordanian Electric Power                                              |       |
| JOIT    | Jordan Investment Trust                                               |       |
| JNTH    | Al-Tajamouat for Catering and Housing                                 |       |
| JTEL    | Jordan Telecom                                                        |       |
| MERM    | Al-Tajamouat for Touristic Projects                                   |       |
| NAQL    | Transport and Investment Barter                                       |       |
| NPSC    | National Portfolio Securities                                         |       |
| PRES    | Jordan Press Foundation/Alra'i                                        |       |
| REAL    | Arab East for Real Estate Investments                                 |       |
| REDV    | Real Estate Development                                               |       |
| REIN    | Real Estate Investment                                                |       |
| SHIP    | Jordan National Shipping Lines                                        |       |
| SITT    | Salam International Transport and Trading                             |       |
| SPIC    | Specialized Investment Compounds                                      |       |
| TAMR    | Jordan Tammer                                                         |       |
| UAIC    | United Arab Investors                                                 |       |
| ULDC    | Union Land Development Corporation                                    |       |
|         | Al Dawliya for Hotels & Malls                                         |       |
|         | Al-Sharq Investments Projects                                         |       |
|         | Amad and Handi Housing                                                |       |
|         | Arab International for Investment and Education                       |       |
|         | Comprehensive Land Development Land and Investment                    |       |
|         | Consulting and Investment Group                                       |       |
|         | International Arabian Development and Investment Trading              |       |
|         | Investors and Eastern Arab for Industrial and Real Estate Investments |       |
|         | Jordan Investment and Tourism Transport (Alfa)                        |       |
|         | Jordan Loan Guarantee Association                                     |       |
|         | Jordanian Real Estate for Development                                 |       |
|         | The Real Estate and Investment Portfolio                              |       |
|         | Specialized Trading and Investment                                    |       |
|         | Zara Investment (Holding)                                             |       |

### Sector industrial
| Símbolo | Compañía                                            | Notas |
| ------- | --------------------------------------------------- | ----- |
| AALU    | Arab Aluminium Industry                             |       |
| ACDT    | Arab Chemical Detergents Industries                 |       |
| AIFF    | The Arab International Food Factories               |       |
| APMC    | Arab Pharmaceutical Manufacturing                   |       |
| APOT    | Arab Potash                                         |       |
| CEBC    | Al Faris National Company for Investment and Export |       |
| DADI    | Dar al Dawa Development and Investment              |       |
| ELZA    | El-Zay Ready Wear Manufacturing                     |       |
| FNVO    | First National Vegetable Oil                        |       |
| IENG    | Rum Metal Industries                                |       |
| ITCC    | International Tobacco and Cigarettes                |       |
| JNCC    | Jordan New Cable                                    |       |
| JOCF    | Jordan Ceramic Industries                           |       |
| JOCM    | The Jordan Cement Factories                         |       |
| JOIR    | Industrial Resources                                |       |
| JOPH    | Jordan Phosphate Mines                              |       |
| JOPI    | The Jordan Pipes Manufacturing                      |       |
| JOPT    | Jordan Petroleum Refinery                           |       |
| JOST    | Jordan Steel                                        |       |
| JOWM    | The Jordan Worsted Mills                            |       |
| MECE    | Middle East Complex for Engineering                 |       |
| NATA    | National Aluminium Industrial                       |       |
| NATC    | National Chlorine                                   |       |
| NAST    | National Steel Industry                             |       |
| RMCC    | Ready Mix Concrete and Construction Supplies        |       |
| UMIC    | Universal Modern Industries                         |       |
| UTOB    | Union Tobacco                                       |       |
| WIRE    | National Cable and Wire Manufacturing               |       |
|         | Al-Quds Ready Mix                                   |       |
|         | Century Investment Group                            |       |
|         | Comprehensive Multiple Projects                     |       |
|         | The Industrial Commercial and Agricultural          |       |
|         | Jordan Pharmacy Manufacturing                       |       |
|         | Middle East Pharmaceutical Industries               |       |
|         | Union Chemical and Vegetable Oil Industries         |       |
|         |                                                     |       |